# Tolyl

Tolylová skupina

Tolyl (-C6H4CH3) je aromatická funkční skupina odvozená od toluenu (methylbenzenu) odtržením jednoho atomu vodíku z benzenového jádra. Pokud je vodík odtržen od methylové skupiny, vzniklá skupina se nazývá benzyl.

## Rozdělení
Podle vzájemné polohy methylové skupiny a volné vazby v tolylu se rozlišuje
- 2-tolyl (systematicky 2-methylfenyl) neboli o-tolyl 
 volná vazba je vedle methylové skupiny čili v ortho- poloze
- 3-tolyl (systematicky 3-methylfenyl) neboli m-tolyl 
 mezi methylovou skupinou a volnou vazbou je jeden uhlík čili v meta- poloze)
- 4-tolyl (systematicky 4-methylfenyl) neboli p-tolyl 
 volná vazba je naproti methylové skupině čili v para- poloze

## Příklady sloučenin
- Metakvalon